# Esparcetteblauwtje
Het esparcetteblauwtje (Polyommatus thersites) is een vlinder uit de familie Lycaenidae (kleine pages, vuurvlinders en blauwtjes). 

## Kenmerken
De soort lijkt sterk op het icarusblauwtje, maar mist op de onderkant van de voorvleugel zwarte punten bij de vleugelwortel.

## Leefwijze
De waardplant van de vlinder, die als leefgebied droog grasland en kalkbodems heeft, zijn planten uit het geslacht Onobrychis, met name Esparcette. De rupsen laten de aderen van de bladeren die ze eten staan. De rups wordt bezocht door verschillende mieren uit de geslachten Lasius, Formica en Tapinoma. 

## Verspreiding en leefgebied
Het esparcetteblauwtje komt voor in de zuidelijke helft van het Palearctisch gebied. De vlieghoogte loopt tot 1700 meter boven zeeniveau. In België kwam de soort voor in Wallonië, maar daar is hij uitgestorven.

## Voortplanting
De twee tot drie generaties per jaar vliegen van april tot en met augustus. De jonge rups overwintert. Op hete plaatsen overzomert het ei.

## Ondersoorten
- Polyommatus thersites thersites
  - = Lycaena thersites ardavidana Obraztsov, 1936
  - = Lycaena thersites zhicharevi Obraztsov, 1936
  - = Lycaena thersites narzana Obraztsov, 1936
  - = Lycaena thersites gandzhana Obraztsov, 1936
  - = Lycaena thersites karatschaica Obraztsov, 1936
  - = Lycaena thersites rjabovi Obraztsov, 1936
  - = Lycaena thersites ketshevana Obraztsov, 1936
  - = Lycaena thersites kislovodskana Obraztsov, 1936
- Polyommatus thersites orientis (Sheljuzhko, 1928)